# High School Musical 3 (soundtrack)
High School Musical 3: Senior Year er soundtrack-albummet til Walt Disney Pictures film af samme navn. Albummet udkom 21. oktober 2008, og filmen 24. oktober 2008.
Der findes en 2-disk Premiere Edition af soundtracket samt en 1-disk version.
Inden filmens udgivelse blev to sange spillet på den amerikanske Radio Disney, sangene var "Now or Never" (11. juli) og "I Wan't It All" (15. august). Musikvideoen til "Now or Never" blev sendt på den amerikanske Disney Channel 30. juli.

## Sange på 1-disk versionen
1. "Now or Never" Cast of High School Musical 3: Senior Year
2. "Right Here Right Now" Zac Efron & Vanessa Hudgens
3. "I Want It All" Ashley Tisdale & Lucas Grabeel
4. "Can I Have This Dance" Zac Efron & Vanessa Hudgens
5. "Just Wanna Be With You" Lucas Grabeel, Olesya Rulin, Zac Efron & Vanessa Hudgens
6. "A Night to Remember" Cast of High School Musical 3: Senior Year
7. "The Boys Are Back" Zac Efron & Corbin Bleu
8. "Walk Away" Vanessa Hudgens
9. "Scream" Zac Efron
10. "Senior Year Spring Musical Medley" Cast Of High School Musical 3: Senior Year
11. "We're All In This Together" Cast of High School Musical 3: Senior Year
12. "High School Musical" Cast of High School Musical 3: Senior Year
13. "Just Getting Started" Vinder af Get in the Picture
14. "Last Chance" Cast of High School Musical 3: Senior Year